# San Sadurniño
San Sadurniño és un municipi de la província de la Corunya a Galícia. Pertany a la Comarca de Ferrol. Limita amb Valdoviño i Moeche al nord, As Pontes i A Capela pel sud, Narón i Neda) a l'oest, i Moeche i As Somozas a l'est.
| 5.201 | 5.932 | 6.622 | 4.398 | 3.229 |
| Fonts: INE i IGE (Els criteris de registre censal variaren i les dades de l'INE i de l'IGE poden no coincidir.) |       |       |       |       |

## Parròquies
Bardaos (Santa María) | Ferreira (San Paio) | Igrexafeita (Santa María) | Lamas (San Xiao) | Naraío (Santa María) | San Sadurniño (Santa María) | Santa Mariña do Monte (Santa Mariña)